# Luitfried von Salvini-Plawen
Luitfried von Salvini-Plawen (Wenen, 1 juni 1939 – 22 oktober 2014) is een Oostenrijks professor en zoöloog die aan het Instituut voor Zoölogie werkt aan de Universiteit van Wenen.  Hij deed uitgebreid onderzoek naar de schildvoetigen en schreef de belangrijkste bijdragen over de weekdieren in het derde deel van de bekende Encyclopedie van het dierenrijk uit 1971 onder redactie van Bernhard Grzimek.
Van 1998 tot 2001 was hij voorzitter van de Unitas Malacologia.
Hij stierf onverwacht op 76-jarige leeftijd.

## Selectie van diersoorten beschreven door von Salvini-Plawen
- Genitoconia rosea Salvini-Plawen, 1967
- Leptochiton intermedius (von Salvini-Plawen, 1968)

## Publicaties
- García-Alvarez, O.; Urgorri, V.; von Salvini-Plawen, L. (2000). Two new species of Dorymenia (Mollusca: Solenogastres: Proneomeniidae) from the South Shetland Islands (Antarctica) J. Mar. Biol. Ass. U.K. 80: 835-842
- von Salvini-Plawen, L. (1972). Zur Morphologie und Phylogenie der Mollusken: Die Beziehungen der Caudofoveata und der Solenogastres als Aculifera, als Mollusca und als Spiralia (nebst einem Beitrag zur Phylogenie der coelomatischen Räume) Zeits. wiss. Zool. 184(3-4): 205-394
- von Salvini-Plawen, L. (1972). Cnidaria as food-sources for marine invertebrates Cah. Biol. Mar. 13(3): 385-400, 1 plate
- von Salvini-Plawen, L. (1972). Die Caudofoveata des Mittelmeeres und das Genus Scutopus (Mollusca, Aculifera), in: Battaglia, B. (Ed.) (1972). Fifth European Marine Biology Symposium. European Marine Biology Symposia, 5: pp. 27-51
- von Salvini-Plawen, L. (1975). Mollusca Caudofoveata. Marine invertebrates of Scandinavia, 4. Universitetsforlaget: Oslo. ISBN 82-00-01491-6. 54 pp.
- von Salvini-Plawen, L. (1980). A reconsideration of systematics in the Mollusca (phylogeny and higher classification) Malacologia 19(2): 249-278
- von Salvini-Plawen, L. (1985). Early evolution and the primitive groups, in: Trueman, E.R. et al. (Ed.) (1985). The Mollusca, Volume 10. Evolution. pp. 59-150, details
- von Salvini-Plawen, L. (2004). Contributions to the morphological diversity and classification of the order Cavibelonia (Mollusca: Solenogastres) J. Moll. Stud. 70: 73-93
- von Salvini-Plawen, L. (2006). First record of a mature stauromedusa Stylocoronella (Cnidaria) in nature Cah. Biol. Mar. 47(2): 219-222